# Die etwas anderen Cops
Die etwas anderen Cops ist eine US-amerikanische Actionkomödie des Regisseurs Adam McKay. Der Film wurde am 6. August 2010 in den USA uraufgeführt. Am 14. Oktober 2010 kam er in die deutschen Kinos. Produziert wurde die Komödie von der gemeinsamen Produktionsfirma des Regisseurs Adam McKay sowie des Hauptdarstellers Will Ferrell (Gary Sanchez Productions).

## Handlung
Die „Supercops“ Highsmith und Danson des NYPD lösen alle ihre Fälle mittels exzessiven Schusswaffengebrauchs und verursachen dabei riesige Kollateralschäden. Trotzdem werden sie als Helden gefeiert und finden immer Kollegen, die ihnen den „Papierkram“ abnehmen. Detective Allen Gamble ist einer davon. Er ist Experte für Wirtschaftskriminalität und lehnt alle Einsätze ab, die über den Innendienst hinausgehen. Sein Partner Detective Terry Hoitz wurde zu ihm strafversetzt, nachdem er aus Versehen den Baseballspieler Derek Jeter angeschossen hatte. Die beiden geraten immer wieder aneinander, da Hoitz eher der raue Bulle ist, der alles tun würde, um sich endlich einen Namen machen zu können, und Gamble zu allen nett und freundlich ist, während die sich nur über ihn lustig machen. Nachdem Gamble von Kollegen im Rahmen eines angeblichen Initiationsritus zum Schusswaffengebrauch im Büro verleitet wird, zieht Gambles Chef dessen Waffe ein und händigt ihm stattdessen eine Holzattrappe aus.
Als Highsmith und Danson aufgrund ihrer extremen Selbstüberschätzung bei einem Einsatz zu Tode kommen, möchte Hoitz unbedingt ihren Platz einnehmen. Tatsächlich kann er Gamble zu einem Außeneinsatz überreden, da dieser gegen den Finanzinvestor Sir David Ershon wegen baurechtlicher Kleinigkeiten ermittelt. Dieser hat jedoch noch wesentlich größere Probleme und ist geradezu erfreut darüber, von Gamble und Hoitz festgenommen zu werden. Kurz darauf werden die beiden jedoch überfallen und Ershon von Unbekannten „entführt“.
Langsam bemerken die beiden, dass sie einer größeren Sache auf der Spur sind. Doch weder ihr Captain noch Anwalt Beaman wollen ihnen Glauben schenken, auch, weil immer wieder Fehlschläge ihnen Steine in den Weg legen. Beaman begeht kurz darauf Selbstmord, da er bedroht wurde. Im Verlauf der Handlung stellt sich außerdem heraus, dass Gamble außerordentlich gut bei Frauen ankommt und während des Studiums als Zuhälter arbeitete, danach jedoch der Gewalt abgeschworen hat. Gamble und Hoitz finden heraus, dass Ershon durch Hintermänner zu illegalen Transaktionen gezwungen wird, die zu Lasten der Pensionskasse des NYPD gehen sollen.
Am Ende müssen die beiden Ershon eine Nacht lang vor seinen Verfolgern beschützen, damit er am nächsten Morgen den entscheidenden Geldtransfer stoppen kann. Roger Wesley, der die krummen Geschäfte im Auftrag von Ershons Chefin überwachen sollte, will aber sicherstellen, dass die Überweisung auch durchgeführt wird. Dabei kommt es zu einer großen Schießerei, in deren Verlauf Gamble und Hoitz angeschossen werden, aber überleben. Sie werden letztendlich von ihrem Captain respektiert, zwar nicht als Helden gefeiert, doch diese sind es laut Sprecher sowieso nicht, die die eigentliche Arbeit erledigen. Es sind die Polizisten, welche die ganze Zeit hart arbeiten, „Ihr wisst schon, die etwas anderen Cops“.

## Abspann
Als außergewöhnlich kann der Abspann des Films bezeichnet werden: Hier werden ausführlich und ironiefrei kapitalismuskritische Infografiken gezeigt, die im engen Kontext zum Filminhalt zu verstehen sind (Weltfinanzkrise).

## Produktion
Die Dreharbeiten starteten am 23. September 2009 in New York City.

## Rezeption
Die etwas anderen Cops erhielt überwiegend positive Kritiken. Auf der Webseite Rotten Tomatoes erreichte der Film eine Wertung von 78 % basierend auf 203 Rezensionen. Metacritic ermittelte einen Score von 64 bei 35 Kritiken. Der Filmdienst meinte: „Unterhaltsame Persiflage auf Action-Buddy-Movies, die von den Wortgefechten der beiden ungleichen Hauptfiguren sowie einem Feuerwerk absurder Einfälle lebt und dabei genüsslich die Heldenbilder des Genres durch den Kakao zieht.“

## Trivia
Captain Gene Mauch zitiert als Running Gag des Films mehrfach Zeilen aus Songs der Band TLC, darunter No Scrubs („I don't want no scrubs“), Waterfalls („One more thing, do me a favour; don't go chasing waterfalls.“) und Creep („You gotta creep. Creep, creep“). Zudem spielt er auf die Albumtitel CrazySexyCool und Fanmail an. Von Gamble und Hoitz mehrfach darauf angesprochen, leugnet er jedoch, TLC überhaupt zu kennen.